# Anna Katharina Mangold
Anna Katharina Mangold (* 1977) ist eine deutsche Rechtswissenschaftlerin. Sie ist Professorin für Europa- und Völkerrecht an der Europa-Universität Flensburg.

## Leben
Von 1997 bis 2002 studierte Mangold Rechtswissenschaften an der Albert-Ludwigs-Universität Freiburg. Von 2002 bis 2004 war sie wissenschaftliche Mitarbeiterin am Institut für Rechtsgeschichte und geschichtliche Rechtsvergleichung, Germ. Abt. (Karin Nehlsen-von Stryk) in Freiburg im Breisgau. 
Nach dem Referendariat (2004–2006) am Kammergericht Berlin und der Promotion (2006–2009) bei Rainer Wahl an der Albert-Ludwigs-Universität Freiburg absolvierte sie 2009/2010 ein Master-Studium an der University of Cambridge. 2011/2012 war sie wissenschaftliche Mitarbeiterin bei Ute Sacksofsky an der Goethe-Universität. Von 2012 bis 2019 war sie Schumpeter Fellow (VW-Stiftung). Nach der Habilitation 2016 am Fachbereich Rechtswissenschaft der Universität Frankfurt am Main (Venia Legendi für Öffentliches Recht, Europarecht und Rechtsphilosophie) nahm sie Lehrstuhlvertretungen an der Universität Konstanz und der Humboldt-Universität zu Berlin wahr.
Seit April 2019 lehrt und forscht Anna Katharina Mangold als Professorin für Europa- und Völkerrecht an der Europa-Universität Flensburg. Im Jahr 2021 lehnte sie einen Ruf auf den Lehrstuhl Kritik des Rechts an der Bucerius Law School (Hamburg) ab.
Ende April 2022 wurde sie mit Susanne Heeg und Tim Wihl als Mitglied der Berliner Expertenkommission „Vergesellschaftung großer Wohnungsunternehmen“ nachbenannt.

## Schriften (Auswahl)
- Gemeinschaftsrecht und deutsches Recht. Die Europäisierung der deutschen Rechtsordnung in historisch-empirischer Sicht. Tübingen 2011, ISBN 3-16-150650-2.
- Demokratische Inklusion durch Recht. Antidiskriminierungsrecht als Ermöglichungsbedingung der demokratischen Begegnung von Freien und Gleichen. Tübingen 2020, ISBN 3-16-155278-4.
- Gesellschaft für Freiheitsrechte (Hrsg.): Grundrechtliche Bewertung einer Ausgangssperre zur Pandemiebekämpfung. Kurzgutachten. 20. April 2021 (29 S., freiheitsrechte.org [PDF; 578 kB; abgerufen am 21. April 2021]).
- mit Mehrdad Payandeh (Hrsg.): Handbuch Antidiskriminierungsrecht. Strukturen, Rechtsfiguren und Konzepte. Mohr Siebeck, Tübingen 2022, ISBN 978-3-16-156881-7.